# NAN-190
NAN-190 — лекарство и исследовательское вещество, широко используемое в научных исследованиях. Ранее считалось, что NAN-190 является селективным антагонистом 5-HT1A-рецепторов, однако позже было показано, что NAN-190 также сильно блокирует α2-адренорецепторы Это поднимает вопросы относительно корректности результатов исследований, использовавших NAN-190 как специфический антагонист серотониновых рецепторов.